# Vila Chã (Esposende)

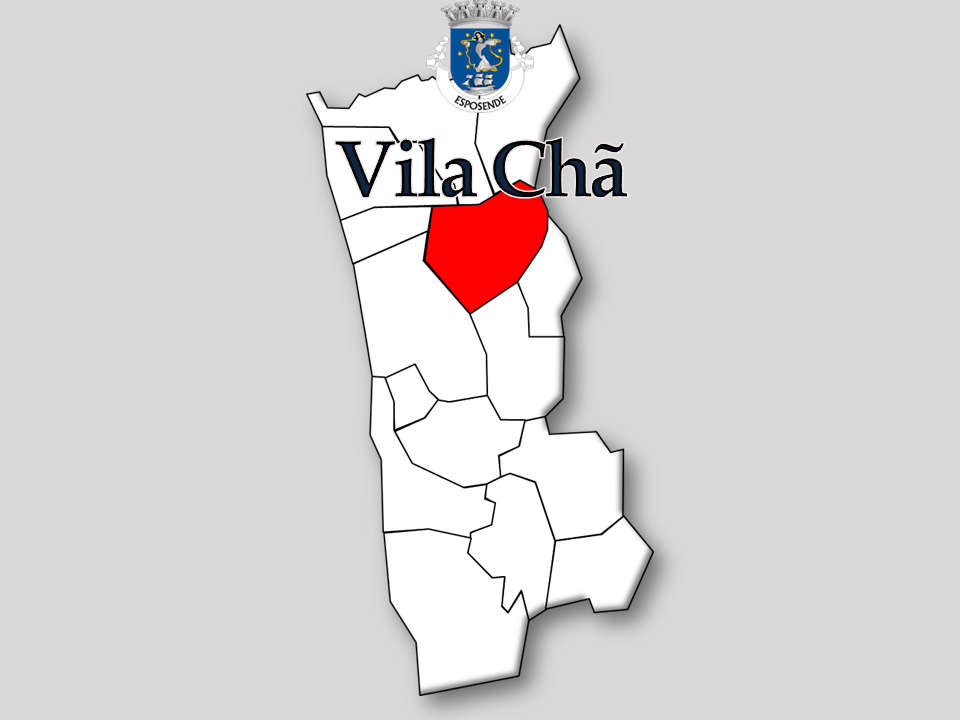
Localização da Freguesia de Vila Chã no Município de Esposende

Vila Chã é uma povoação portuguesa sede da Freguesia de Vila Chã do Município de Esposende, freguesia com 8,5 km² de área e 1255 habitantes (censo de 2021), tendo, por isso, uma densidade populacional de 147,6 hab./km².

## Demografia
A população registada nos censos foi:
| Ano  | 0-14 Anos | 15-24 Anos | 25-64 Anos | > 65 Anos |
| 2001 | 289       | 255        | 670        | 196       |
| 2011 | 226       | 198        | 767        | 228       |
| 2021 | 157       | 134        | 699        | 265       |

## Património
- Castro de São Lourenço
- Anta da Portelagem e Mamoas do Rápido

## Emigração
Uma grande parte da população da freguesia emigrou para países da Europa e outros continentes à procura de uma vida melhor. A maior percentagem encontra-se radicada em França (especialmente na Córsega e Estrasburgo), mas estão muitos espalhados pela Bélgica, Alemanha, Canadá, Antilhas, Brasil e Suécia. No verão, os emigrantes regressam para visitar famílias e amigos e festejar o São Lourenço.

## Política

### Eleições autárquicas

#### Assembleia de Freguesia
| Data | %     | D     | %              | D      | %              | D       | %              | D   | Participação |                |
| Data | GCE   | GCE   | CDS-PP         | CDS-PP | PPD/PSD        | PPD/PSD | MPT            | MPT | Participação |                |
| ---- | ----- | ----- | -------------- | ------ | -------------- | ------- | -------------- | --- | ------------ | -------------- |
| Data | 1976  | 65,56 | 5              | 28,40  | 2              | 3,70    | —              |     |              | 70,90 / 100,00 |
| 1979 |       |       | 62,70          | 6      | 34,95          | 3       | 83,07 / 100,00 |     |              |                |
| 1982 | 84,42 | 8     | 13,20          | 1      | 79,76 / 100,00 |         |                |     |              |                |
| 1985 | 86,62 | 7     | 10,99          | —      | 79,98 / 100,00 |         |                |     |              |                |
| 1989 | 70,88 | 7     | 26,63          | 2      | 76,63 / 100,00 |         |                |     |              |                |
| 1993 |       |       | 48,58          | 5      | 48,35          | 4       | 72,66 / 100,00 |     |              |                |
| 1997 | 35,57 | 3     | 62,64          | 6      | 74,11 / 100,00 |         |                |     |              |                |
| 2001 |       |       | 83,41          | 9      | 64,94 / 100,00 |         |                |     |              |                |
| 2005 | 85,61 | 9     | 58,36 / 100,00 |        |                |         |                |     |              |                |
| 2009 | 87,96 | 9     | 53,85 / 100,00 |        |                |         |                |     |              |                |
| 2013 | 85,97 | 9     |                |        | 46,69 / 100,00 |         |                |     |              |                |
| 2017 | 86,71 | 9     | 52,52 / 100,00 |        |                |         |                |     |              |                |
| 2021 | 81,93 | 9     | 47,88 / 100,00 |        |                |         |                |     |              |                |